# Glaurung
Glaurung was in de wereld van J.R.R. Tolkien de grootste draak uit de Eerste Era en het eerste, hoewel misschien niet de grootste van de beesten die Morgoth speciaal fokte voor de oorlogvoering. Hij was de voorvader van de Urulóki, de Vuurdraken, maar bezat gelukkig niet het vermogen om te vliegen, zoals sommige van zijn nakomelingen. Maar toch richtte Glaurung in de loop van zijn lange carrière grote ellende aan onder Morgoths vijanden en bewees hem daarmee grote diensten.
Glaurung trok voor het eerst ten strijde tweehonderd jaar voor de Dagor Bragollach, toen hij nog jong was en daarom zowel onervaren als overmoedig. In die slag werd de aanval van de Vuurdraken smadelijk afgeslagen door Fingon van de elfen. Er wordt gezegd dat Morgoth vertoornd was door deze insubordinatie van de draak want hij was van plan geweest dit wapen in reserve te houden tot de tijd rijp zou zijn. Hoewel de elfen nu een waarschuwing hadden gehad bleken ze in de twee eeuwen die verliepen voordat Glaurung opnieuw tegen hen werd gebruikt ten enenmale niet in staat om manieren te bedenken waarop ze dit soort beesten konden bestrijden. En in de Dagor Bragollach en nog meer in de Nirnaeth Arnoediad die erop volgde richtte de draak van Morgoth grote verwoestingen aan en doodde vele mensen en elfen Alvorens bij laatstgenoemde gelegenheid door een dapper leger van gepantserde dwergen uit Belegost van het slagveld te worden verdreven. Vanwege hun veelomvattende lichaamsbepantsering konden de dwergen de vuurstralen van dichtbij weerstaan maar hun koning Azaghâl werd dodelijk gewond en de dwergen bevochten die dag geen andere vijanden.
In de jaren die op de Nirnaeth volgden stichtte Glaurung zijn grootste kwaad; Het schepsel speelde een vervulling van de wrede bestemmingen van de Kinderen van Húrin: Túrin Turambar en Nienor. Door hen op verschillende tijdstippen te betoveren zorgde hij ervoor dat het gezin nooit werd herenigd want hun paden kruisten elkaar altijd. En hij nam het geheugen van Nienor af, zodat zij later zonder het te weten met haar eigen broer trouwde, met verschrikkelijke gevolgen voor beiden.
De draak had al de leidende rol gespeeld bij de plundering van Nargothrond en nam naderhand wat er van het koninkrijk dat Finrod had gesticht over was als zijn aandeel in de winst. Op de wijze van draken keerde hij zich, toen de tijd daar was, tegen zijn bondgenoten en nam de gehele schat voor zichzelf. Glaurung werd later door Túrin, die het Zwarte Zwaard Gurthang hanteerde, bij Cabed-en-Aras gedood. Latere draken die door Morgoth waren gefokt waren niet alleen gevleugeld maar ook bewapend met vuur en waren potentieel nog gevaarlijker.